# Пожежко-славонска жупания
Пожежко-славонска жупания e една от 21 жупании в Хърватия. Разположена е в Източна Хърватия, в централната част на историческата област Славония. Заема площ от 1823 км². Главен град на жупанията е Пожега. Други по-големи градове са: Липик, Пакрац и Плетерница. 

## Общини
Пожежко-славонска жупания е съставена от 5 общини:
- Брестовац
- Велика
- Каптол
- Чаглин
- Якшич

## Население
Според преброяването през 2011 година Пожежко-славонска жупания има 78 034 души население. Според националната си принадлежност населението на жупанията има следния състав:
- хървати 90,4 %
- сърби 6,0 %
- италианци 0,8 %
- чехи 0,8 %